# Uloma planimentum
Uloma planimentum – gatunek chrząszcza z rodziny czarnuchowatych i podrodziny Tenebrioninae.
Gatunek ten opisany został po raz pierwszy w 1914 roku przez Hansa Gebiena na łamach „Sarawak Museum Journal”. Jako lokalizację typową wskazano Kinabalu w malezyjskim stanie Sabah.
Chrząszcz o ciele długości od 10 do 11 mm. Ubarwienie jest brązowe. Głowa u samca ma wgłębienie na czole, ale pozbawiona jest listewki przedniej, rożków czy zębów. Czułki u obu płci wykształcone są jednakowo. Warga dolna u samca cechuje się języczkiem z kilkoma rozproszonymi szczecinkami oraz całkowicie płaską, szagrynowaną, grubiej po bokach i u podstawy punktowaną, pozbawioną szczecinek bródką. Przedplecze u samca ma na przedzie wyraźne wgłębienie pośrodkowe i parę małych guzków w jego tylnym końcu, krawędź tylną nieobrzeżoną, a punktowanie tylko na bokach nieco gęściej rozmieszczone, bez mikropunktowania między punktami. Pokrywy mają rzędy z punktami nieco szerszymi niż odcinki rowków między nimi, a międzyrzędy słabo wysklepione. Odnóża przedniej pary u samca mają kąty wewnętrzno-odsiebne goleni przedłużone w palcowatą wypustkę. Odwłok ma ostatni z widocznych sternitów pozbawiony obrzeżenia. Edeagus charakteryzuje się paramerami o wąskich szczytach.
Owad orientalny, znany z Borneo, Sumatry i Sumby, w tym z malezyjskich stanów Sabah i Sarawak oraz indonezyjskiej prowincji Sumatra Północna. Spotykany na rzędnych od 900 do 1900 m n.p.m.